# Maria Helena Vaquinhas de Carvalho
Maria Helena Vaquinhas de Carvalho (Lisboa, 29 de Março de 1906 - Lisboa, 1998), também conhecida pelos pseudónimos Maria Helena e Maria Helena Duarte de Almeida, foi uma poetisa portuguesa, com obras publicadas em Portugal e no Brasil.
Era filha de David José de Carvalho e de Hortensia Vaquinhas de Carvalho. Avós paternos :António José de Carvalho e Amélia Augusta de Carvalho. Avós maternos: Francisco Rodrigues Vaquinhas e Francisca Lopes Vaquinhas. Gémea de Maria Fernanda Vaquinhas de Carvalho Varela Cid, sua única irmã, falecida em 1950.
Viveu em Lisboa e em Itália, entre Milão e Roma, durante determinado período do seu casamento com Fingard Duarte d’Almeida, de quem teve o seu único filho, Nuno António Vaquinhas de Carvalho Duarte de Almeida. Durante o casamento e antes do divórcio, publicou sob o nome de Maria Helena Duarte de Almeida (Maria Helena).
Contemporânea de José Régio, Miguel Torga e António Botto, entre tantos outros, Maria Helena nunca integrou grupos ou escolas, antes revelou ao longo da sua vasta obra poética uma personalidade autónoma, de tom predominantemente lírico e subjectivista. Os seus sonetos e poemas traduzem a permanente tensão entre céu e terra, a ascese e o amor, o verbo e a carne, feita numa leitura claramente feminina e isolada, tal como a de Florbela Espanca. 
Os temas eternos da poesia encontram na sua obra, a par de uma pureza marcadamente rítmica e algo romântica, uma pujança traduzida confessionalmente no permanente diálogo entre o absoluto e o temporal, no conflito interior entre a caminhada para o Alto e os anseios de realização física, na contradição que torna impossível a paz entre a alma e os sentidos. 
Toda a poesia de Maria Helena é escrita num estilo íntimo de grande expressão emotiva e exuberante vivência lírica
Dela escreveu Teixeira de Pascoais. “Que dizer dos poemas de Para além da vida? Que são a única obra poética dramática depois, no tempo, dos sonetos de Antero”. E Júlio Dantas sobre o conjunto da sua obra:: “ Ousadia excessiva na sua poesia admirável? Talvez alguém o suponha ou diga. Eu confesso-lhe que nesse esplendor de nudez de uma alma - no que faz pensar numa antologia dos assombrosos poetas gregos da decadência! - eu não vi senão candura, candura infantil, resplandecente e heróica. Só candura? Não! Alguma coisa mais. Génio.” 
Na colectânea coordenada e editada por Aníbal Nobre, "Poetas Imortais", Porto de Mós, 2015, 6 vols, Maria Helena é referida a pp. 55-68 do vol.I como "uma genial Poetisa e uma Poetisa verdadeiramente imortal." No Brasil, Manuel Bandeira reconhece que a poesia de Maria Helena “ não precisa de chancela de ninguém” e J G Araujo Jorge considera Maria Helena “não apenas como uma grande poetisa portuguesa, mas da mais alta expressão de lirismo português dos nossos dias.”

## Obra publicada
- Amanhecer, Portugália, Lisboa, 1925[4]
- O palhaço francês (infantil), Lisboa, 1927,[4] Biblioteca dos Pequeninos,nº7, ed. da Empresa Diário de Notícias, com ilustrações de Eduardo Malta
- Ascensionais (Sonetos e Poemas), Lisboa, 1946, Portugália Editora[5][4]
- Via Láctea, poemas. Edição da Imprensa Portuguesa 1948[4]
- Presença (Poesia), Porto, 1949, Imprensa Portuguesa
- Da luz que vem do alto, (Poemas), Lisboa, 1950, Imprensa Portuguesa - premiado em Siracusa
- Para além da vida, Lisboa, 1951, Imprensa Portuguesa - Porto
- Poemas sem sentido, Lisboa, 1952, Imprensa Portuguesa
- Cântico da carne , Lisboa, 1953, Imprensa Portuguesa
- À eterna luz dos infinitos sóis (Poesias), Lisboa, 1954
- Poemas, Lisboa, 1956
- …E a carne se fez verbo!, Lisboa,1957
- Concerto a quatro mãos (com J.G. de Araujo Jorge) Editora Vecchi, Rio de Janeiro, 1959
- Alguns nocturnos para as minhas mãos cansadas, Lisboa, 1960, Imprensa Portuguesa, com desenhos de Álvaro Duarte de Almeida
- De mãos dadas ( (com J.G. de Araujo Jorge) Editora Vecchi, Rio de Janeiro, 1962
- Ciclo das múltiplas sensações (colectânea de sonetos), Brasil, 1968, Editora Quipapá
- Tempo de ser quase manhã (Poemas) Rio de Janeiro, Editora Itacolomy
- Ciclo das múltiplas sensações (Coroa de sonetos), Rio de Janeiro,1968, Editora Quipapá

Continuam inéditas as suas seguintes obras de poesia:
- Poemas sem sentido (2º volume)
- Poemas da vida e da morte I
- Poemas da vida II
- Poemas da morte …
- E depois o menino ( infantil )
- Os passos e o caminho
- O sermão da planície
- Nós, o cais e a distância…
- Stanchezza ( em italiano)
- Hauteur ( em francês )
- Lejos ( em espanhol )

Em prosa publicou: 
- Conto Agreste (Prémio S.N.I.)
- A visita de D.Pedro II a Portugal (conferência)
- Música Russa (conferência)
- D. Manuel II, o grande infortunado (conferência)
- Sousa Costa - O escritor e a obra (conferência)
- Teatro: Joaninha (de colaboração com Laura Chaves e Paulo Freire)
- Ego te absolvo